# 脱懽
脱懽（？—1439年），又作脫歡、托歡，《蒙古源流》记录的原名巴噶木音类似其父马哈木应为错漏，绰罗斯氏，是15世纪（中国明朝初期）時蒙古汗国瓦剌部領袖。他拥立脱脱不花为岱总汗，通过攻杀东蒙古的实力派人物阿鲁台，为自脱古思帖木儿死后实现全蒙古（都沁·都尔本）的统一奠定了基础。

## 生平

### 蒙古编年史中的脱懽早年
按《蒙古源流》记载，脱懽是巴图拉丞相（马哈木）与额勒伯克的女儿萨穆尔公主所生的儿子。幼名巴噶木（疑似将其名字与其父马哈木混淆）。巴图拉丞相被克埒古特的乌格齐哈什哈杀害，但乌格齐哈什哈自身也遭天谴而死。《蒙古源流》还称其儿子额色库被卫拉特拥立为汗（现代学者认为此说有误），并娶了萨穆尔公主，同时收养了巴噶木。当时，萨穆尔公主因记恨被乌格齐哈什哈虐待，放走了后来的阿台汗和阿鲁台太师，而巴噶木则斥责她这种行为是在为卫拉特的仇敌东部蒙古谋利。
此后，阿台即位为汗，进攻卫拉特，巴噶木被阿鲁台所俘虏，作为家奴，让他背着铁锅召见差使，故而得名"“脫懽”（意思是锅）。在阿台汗手下，脱懽在阿鲁台以及蒙古贞部的蒙克拜等人的敌意中生活，后来他的母亲萨穆尔公主向阿鲁台求情，于是被放回。脱懽回到卫拉特后，立即召集了四卫拉特会盟，历数阿鲁台的倒行逆施，“贤臣放逐于外，让知识浅薄的人当权，以背叛之人掌管国家”，其管辖下的社会“恰似没有风驼的驼群，没有公牛的牛群，没有儿马的马群，没有羯羊的羊群一般”。 于是出兵攻打东部蒙古（即明朝所称的“鞑靼”）的阿鲁台。

### 汉文史料中的脱懽早年
在汉文史料中，脱懽的名字从其父马哈木（马合木）去世前后开始出现。当时的蒙古各部，正处于以阿鲁台为核心的蒙古（东部蒙古）、由顺宁王马哈木（蒙古编年史中的巴图拉丞相）、贤义王太平（蒙古编年史中的额色库）、安乐王把秃孛罗统领的卫拉特（“瓦剌”的复数），以及明朝永乐帝争夺草原霸权的时代。虽然马哈木的势力曾一度占据优势，但朱棣因忌惮他而转而协助阿鲁台，局势随之逆转，马哈木被阿鲁台击败，于1416年去世。
马哈木死后，1418年，脱懽承袭父亲马哈木的地位，被明成祖封为顺宁王。但此前依附于马哈木的太平和把秃孛罗两人，开始掌握瓦剌内部的主导权。失去马哈木的瓦剌势力渐衰，阿鲁台率领的东部蒙古变得强势。由于担心阿鲁台势力过于庞大，永乐二十年至二十一年（1422—1423年）明朝对蒙古发动了远征。脱懽抓住这个机会，开始进攻阿鲁台，于永乐二十一年（1423年）击败阿鲁台，掠夺了其部下和牲畜。永乐帝驾崩后，脱懽对阿鲁台的压迫愈发强烈，宣德六年（1431年）的远征中，阿鲁台被逐出其根据地呼伦贝尔草原，逃往兀良哈三卫地区。

### 脱懽的全盛时代
大约在这场战役前后，1431年左右，元朝皇室后裔脱脱不花投奔脱懽。在此之前，脱懽兼并了贤义王捏烈忽、安乐王把秃孛罗，成为瓦剌唯一的统治者，他本想自立为汗，但因“非成吉思汗后裔不得为汗”的成吉思汗黄金家族统治原则，遭到周围人的反对，不得不放弃这一想法。于是，脱懽转而拥立脱脱不花，以争取蒙古各部的支持，脱脱不花于1433年即位为汗，称岱总汗，脱懽自任为丞相、太师，把女儿嫁给了脱脱不花。
脱懽被认为是一位手段高明的政治家和外交家，他与蒙古以外的邻国，如明朝和女真保持着睦邻关系，同时加强了对蒙古各部的控制，并寻找元裔为傀儡大汗，从而增强其统治合法性。
拥立岱总汗後，脱懽加强了对阿鲁台的攻势。阿鲁台在噶海乌尔逊与岱总汗的交战中失败，向南逃至摩那山（今达尔罕茂明安联合旗境内）。1434年，阿鲁台最终被脱懽攻杀。由此，东部蒙古也被脱懽完全控制，阿鲁台的旧领地主要交由岱总汗负责管理。脱懽参与大同马市，通过朝贡贸易和明朝互市，交换蒙古人需要的物资。经过复杂的联姻和外交手段，他还控制了曾经依附于明朝的大部分蒙古族羁縻卫所。

### 晚年统一蒙古各部
由阿鲁台拥立的阿台汗逃至阿拉善地区，在明朝与瓦剌两大势力的夹缝中苟延残喘。正统元年至二年（1436—1437年），阿台汗因被明朝和瓦剌夹攻而逃亡大漠。正统三年（1438年），阿台汗和其丞相朵儿只伯最终被瓦剌攻杀。脱懽进一步控制了东部蒙古後，同年征服喀喇沁部，并占领亦集乃。
《蒙古源流》详细记载了脱懽弑杀阿台汗之事，称阿台汗在与脱懽的战斗中失败，逃入“主斡尔朵”（成吉思汗陵，今位于伊金霍洛旗境内），脱懽却绕着斡尔朵三周，多次挥刀砍杀。周围的人认为这是造孽之举，劝谏脱懽，但脱懽不听，自己还要称汗，结果刚离开“主斡尔朵”就遭天谴而死。一般认为这段记载是《蒙古源流》的虚构，但被视为体现了具有强烈正统观念的蒙古封建主对孛儿只斤氏统治合法性的认可，及对瓦剌出身的异姓贵族的排斥。
明朝的汉文史料中，直至正统四年（1439年）仍有脱懽朝贡的记录，而正统五年（1440年）其儿子也先已派遣使者，因此推测脱懽大约在1439—1440年间去世。脱懽死后，其长子也先与次子之间曾一度发生争斗，最终也先继承了脱懽的瓦剌首領“太师”的地位，亦称“太师淮王”。在脱懽奠定的基础上最终完成了四衛拉特（瓦剌诸部联盟）的霸业，并短暂统一蒙古全境。

## 子女
- 也先
- 阿巴把乞儿，大同王
- 伯都王，与大同王是否为同一人存在争议
- 赛罕王
- 孛罗，《明史·于谦传》说他在正统十四年攻打北京时，中炮而死
- 脱懽还有女儿：弩温答失里，也先的姐姐，嫁给了哈密王；另一女名不详，即也先之妹，嫁给了蒙古可汗脱脱不花
- 《明史·瓦剌传》称伯颜帖木儿是脱懽的儿子、也先的弟弟，蒙古史料认为他是阿苏特部首领，阿鲁台亲族

### 文献
- 《明史·瓦剌传》
- 《蒙古源流》

| 前任： 马哈木 | 瓦剌首领 1416年—1439年 | 繼任： 也先 |